# خورخي فرناندو فرانكو
خورخي فرناندو فرانكو هو سياسي مكسيكي، ولد في 12 مايو 1971 في أوخاكا في المكسيك. نشط حزبياً في الحزب الثوري المؤسساتي. وقد انتخب عضو مجلس النواب المكسيك ‏.